# Frank Lentini

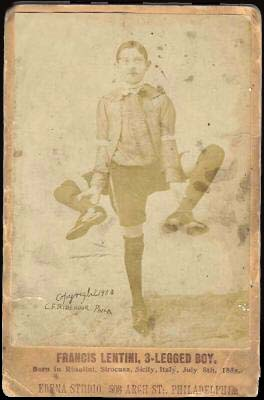
Frank Lentini

Frank Lentini, Geburtsname Francesco A. Lentini, (* 8. Juli 1889 in Rosolini in Siracusa; † 22. September 1966 in Jacksonville, Florida) war ein italoamerikanischer Sideshowdarsteller.

## Leben
Frank Lentini wurde als Francesco A. Lentini in eine kinderreiche Familie hineingeboren. Als siamesischer Zwilling mit einem nur teilweise entwickelten parasitischen Bruder geboren hatte er drei verschieden lange Beine, einen rudimentären vierten Fuß und zwei Geschlechtsorgane. Seine leiblichen Eltern wollten ihn nicht aufziehen, eine Tante übernahm den Jungen und gab ihn in ein Heim für behinderte Kinder. Dort lernte er nicht nur das Gehen: Er konnte schließlich sogar rennen, springen, eislaufen und auf einem Fahrrad fahren. Bis zu einem Alter von sechs Jahren konnte Lentini mit dem dritten Bein im Stehen noch den Boden erreichen. Er konnte es zwar kontrollieren, aber nicht zum Gehen benutzen. Nach diesem Alter blieb es im Wachstum hinter seinem restlichen Körper zurück. Der vierte Fuß (an dem dritten Bein) war missgebildet.
Im Alter von acht oder neun Jahren verließ Lentini das Heim und gelangte in die USA, wo er eine Laufbahn als Sideshowstar begann. Laut seiner Autobiographie wurde er von seiner Familie begleitet. Sein Vater wollte vor dem Abschluss einer Ausbildung nicht in die Showkarriere des Sohnes einwilligen. Ob dieser Wunsch berücksichtigt wurde, ist nicht vermerkt.
Mit seinem zusätzlichen Bein einen Fußball über die Bühne zu schießen war Lentinis Bravourstück auf der Bühne, weshalb er als „The Three-Legged Football Player“ vermarktet wurde. Lentini verkaufte seine kurze Autobiographie und Bilder von sich selbst und bezeichnete sich als den einzigen Menschen auf der Welt, der drei Beine, vier Füße, 16 Zehen und unterhalb der Hüfte zwei Körper habe. Eine angleichende Operation hätte laut Ärzten den Tod oder zumindest eine Lähmung Lentinis zur Folge gehabt. Lentinis Showkarriere dauerte mehrere Jahrzehnte und er trat in jedem größeren Zirkus und jeder bekannteren Sideshow in den USA auf, darunter etwa bei Barnum & Bailey.  1941 war Lentini auf Coney Island zu sehen.
Im Alter von 30 Jahren wurde Lentini US-amerikanischer Staatsbürger. Er heiratete eine Frau namens Theresa Murray und bekam mit ihr vier Kinder.

## Bilder

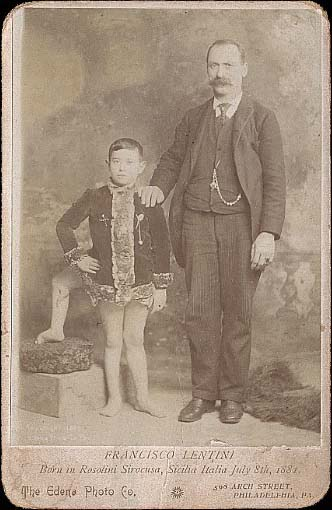
Lentini als Junge in den USA
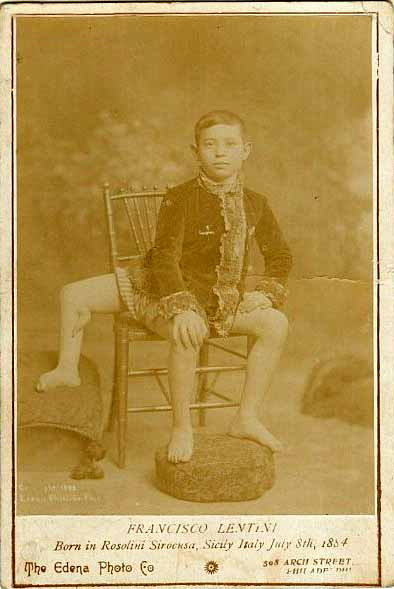
Den vierten Fuß pflegte Lentini in späteren Jahren zu verbergen.
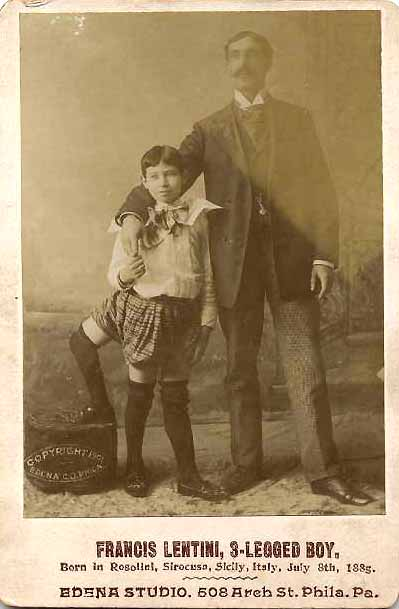
Hier wird das Geburtsjahr mit 1885 angegeben, auf anderen Karten mit 1884.
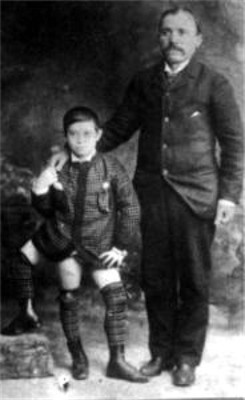
Frank Lentini als Junge